# Калинина, Алла Эдуардовна
Алла Эдуардовна Калинина (род. 21 июня 1969, Волгоград) — российский экономист, ректор Волгоградского государственного университета, доктор экономических наук (2005).

## Биография
Родилась 21 июня 1969 года в городе Волгограде. Окончила с отличием Волгоградский сельскохозяйственный институт по специальности «Экономика и организация производства» в 1991 году.
В том же году начала работу в Волгоградском государственном университете ассистентом кафедры экономики и управления производством. В 1995 году защитила в Волгоградском государственном университете кандидатскую диссертацию по экономическим наукам на тему «Эффективность функционирования регионального рынка труда и политика занятости (на примере Волгоградской области)». С 1996 года — доцент кафедры экономики и менеджмента ВолГУ.
В 2000—2008 годах возглавляла кафедру экономической информатики и управления. В 2005 году защитила докторскую диссертацию по теме «Развитие информационного пространства регионального рынка труда и занятости» с присвоением ученого звания доктора экономических наук по специальности 08.00.05 — экономика и управление народным хозяйством.
В 2008—2010 годах — декан факультета управления и региональной экономики ВолГУ. В 2010—2013 годах — проректор по научной работе и информатизации, в 2014—2015 годах — проректор по научной работе. В 2015—2019 годах — первый проректор Волгоградского государственного университета. В период с 2017 по 2018 год на экономическом факультете на бюджетной основе обучалась дочь Аллы Калининой. При студентка проживала и обучалась в Германии, на зачётах и экзаменах не появлялась, но получала отличные отметки.
В январе 2020 года была назначена на должность временно исполняющего обязанности ректора. С 18 сентября 2020 года ректор Волгоградского государственного университета.

## Санкции
6 марта 2022 года после вторжения России на Украину подписала письмо в поддержу российской агрессии. С 9 июня 2022 года находится под персональными санкциями Украины за поддержку войны. Также была внесена ФБК в список коррупционеров и разжигателей войны за поддержку нападения на Украину, 16 марта 2022 года форумом свободной России внесена в санкционный «Список Путина» и доклад «поджигателей войны» с предложением введения против неё международных санкций.

## Научная и педагогическая деятельность
Сфера научных интересов А. Э. Калининой — информационное развитие экономики региона, формирование информационного пространства региональной хозяйственной системы, информационное обеспечение процессов управления хозяйственными системами, проектирование экономических информационных систем.
Разработала и читает в ВолГУ учебные курсы по дисциплинам «Экономика фирмы», «Основы информационного предпринимательства и бизнеса» и «Информационная экономика». В период с 2014 по 2018 годы была членом экспертного совета Высшей аттестационной комиссии Минобрнауки Российской Федерации по отраслевой и региональной экономике.
Главный редактор научного журнала «Экономика. Юг России» (с 2019), член редколлегии научных журналов «Вестник Волгоградского государственного университета. Серия 3: Экономика. Экология», «Вестник Волгоградского государственного университета. Экономика», «Экономическая наука современной России».
А. Э. Калинина является автором около 200 научных публикаций преимущественно по экономической информатике и управлению. Автор двадцати двух учебных и методических пособий.
Удостоена государственной премии Волгоградской области в сфере науки и технологий за 2014 год в номинации «За достижения в экономике, управлении и финансах».
Наиболее цитируемые работы Э. А. Калининой (согласно Google Scholar, РИНЦ, Scopus и Web of Science):
На русском языке
- Интернет-бизнес и электронная коммерция. Учебное пособие. — Волгоград: Изд-во ВолГУ, 2004. — 148 с. ISBN 5-85534-930-6
- Развитие информационного пространства региональной хозяйственной системы. — Волгоград: Изд-во Волгогр. гос. ун-та, 2005.
- Интегральная многофакторная оценка эффективности управления регионом в условиях модернизации российской экономики. // «Вестник Волгоградского государственного университета. Серия 3: Экономика», № 1, 2012.
- Стратегия социально-экономического развития Волгоградской области (2008—2025 гг.). — Волгоград: Изд-во Волгогр. гос. ун-та, 2008.
- Информационный механизм развития региональных хозяйственных систем. // Журнал «Региональная экономика: теория и практика», № 11, 2008.
- Перспективы реализации инновационного сценария развития Волгоградской области: проблемы, оценка. // «Вестник Волгоградского государственного университета. Серия 3: Экономика», № 2, 2012.
- Многофакторная оценка эффективности реализации социально-экономической политики региона. // Журнал «Современные проблемы науки и образования», № 4, 2012.
- Информационное развитие экономики региона. Монография. — М.: Издательский дом «Финансы и кредит», 2008. ISBN 978-5-8024-0063-0
- Антикризисное регулирование экономики региона: мониторинг и политика мобилизации. — Волгоград: Изд-во Волгогр. гос. ун-та, 2010. ISBN 978-5-9669-0827-0
- Управление социально-экономическим развитием региона на основе риск-менеджмента — Волгоград: Изд-во Волгогр. гос. ун-та, 2005.

На английском языке
- Polysubject jurisdictional blockchain: Electronic registration of facts to reduce economic conflicts. // «Studies in Computational Intelligence», 2019, 826, pp. 205—213. DOI: 10.1007/978-3-030-13397-9_24
- Efficiency of public administration and economic growth in Russia: Empirical analysis. // «European Research Studies Journal», vol. 18, issue 3, 2015, pp. 77-90. DOI: 10.35808/ersj/456
- Training programs of transnational corporations as a foundation of formation of private educational resources. // «International Journal of Educational Management», vol. 31, issue 1, 2017, pp. 38-44. DOI: 10.1108/IJEM-02-2016-0043
- Region management efficiency in the context of Russian economy transformations and informatization development. // «Economy of Region», # 3, 2013, pp. 112—121. DOI: 10.17059/2013-3-9
- Development efficiency analysis of public administration informatization. // «Contributions to Economics», issue 9783319454610, 2017, pp. 481—493. DOI: 10.1007/978-3-319-45462-7_47
- The monitoring of the e-government projects realization in the South of Russia. // «NETNOMICS: Economic Research and Electronic Networking», vol. 14, # 3, November 2013, pp. 119—127. DOI: 10.1007/s11066-013-9081-9
- Methodological Toolset of Regional Authority Bodies' Cluster Policy. // «Russia and the European Union», May 2017, pp. 55-61. DOI: 10.1007/978-3-319-55257-6_8
- Transformation stages of the Russian industrial complex in the context of economy digitization. // «Problems and Perspectives in Management», vol. 16, issue 4, 2018, pp. 201—211.